# Bonkers (jeu vidéo)
Pour les articles homonymes, voir Bonkers.
Bonkers  est un jeu vidéo d'action sorti en 1994 sur Mega Drive. Le jeu a été développé et édité par Sega.
Le jeu s'inspire de la série d'animation Bonkers de Walt Disney Television Animation.

## Système de jeu
Bonkers est un jeu d'action qui se joue en quatre mini-jeux, chacun d'entre eux étant divisé en 15 rounds qui deviennent de plus en plus difficiles,,,.Tous les trois rounds, un mot de passe est donné et un jeu bonus permet de gagner une vie supplémentaire,.L'histoire du jeu met en scène l'officier de police Bonkers D. Bobcat qui participe à un concours de "l'officier du mois", dans l'espoir d'impressionner son partenaire Lucky à son retour de vacances. Dans le rôle de Bonkers, le joueur est chargé d'appréhender quatre criminels de la série télévisée qui apparaissent chacun dans leur propre mini-jeu, qui peut être joué dans n'importe quel ordre,,.
- Harry the bag et sa bande de ratons laveurs s'introduisent dans un musée pour y voler des objets, et le joueur doit leur lancer des beignets pour mettre fin à leur casse. Les ennemis se cachent derrière des piliers et peuvent renvoyer les donuts de Bonkers sur lui.
- Le Rat se cache dans une décharge, où le joueur doit d'abord s'occuper d'une machine à ordures qui l'attaque en lançant des déchets. Le but du joueur à chaque tour est d'éviter les déchets tout en construisant un mur de briques qui bloque les attaques.
- M. Big prévoit de faire exploser un entrepôt, et le joueur doit se déplacer dans un labyrinthe de caisses et de tonneaux pour trouver l'ami de Bonkers, Fall-Apart Rabbit, qui peut désactiver la bombe. Le joueur doit trouver les pièces nécessaires pour assembler Fall-Apart Rabbit, tout en évitant les rats ou en renversant les caisses.
- Ma Tow Truck et une bande de voitures ont pris le contrôle d'une autoroute, et le joueur doit les faire sortir de la route à l'aide d'objets largués par un hélicoptère de la police.

## Réception
| Revue                      | Notes       |
| -------------------------- | ----------- |
| AllGame                    | 3/5 étoiles |
| Games World : The Magazine | 74⁄100      |
| Sega Power                 | 59⁄100      |
| Sega Magazine              | 68⁄100      |
| Sega Pro                   | 74⁄100      |